# Hålet (film, 1985)
Hålet är en svensk kortfilm från 1985 i regi av Kjell Sundvall. En stumfilmsfars om två kommunalarbetare som ska borra ett hål i gatan.

## Rollista
- Carl-Gustaf Lindstedt - gatuarbetare
- Jarl Borssén - gatuarbetare
- Suzanne Reuter - kvinnan
- Michael Segerström - kvinnans man
- Örjan Ramberg - tandläkare
- Ewa Fröling - tandsköterska
- Heinz Hopf - patient
- Nils Eklund - begravningsentreprenör
- Agneta Prytz - "liket"
- Gudmar Wiveson - brevbärare

### Fotnoter
1. ↑  ”Hålet”. Svensk Filmdatabas. http://www.sfi.se/sv/svensk-filmdatabas/Item/?type=MOVIE&itemid=66627&ref=%2ftemplates%2fSwedishFilmSearchResult.aspx%3fid%3d1225%26epslanguage%3dsv%26searchword%3dh%C3%A5let%26type%3dMovieTitle%26match%3dBegin%26page%3d1%26prom%3dFalse. Läst 24 juli 2012.